# Aksiomi Kolmogorova
Aksiomi Kolmogorova (ali verjetnostni aksiomi) so minimalni pogoji za določanje funkcije verjetnosti, ki opisuje verjetnost določenega dogodka. Aksiome je napisal ruski matematik Andrej Nikolajevič Kolmogorov. Prvi opis aksiomov se lahko najde v knjigi Splošna teorija mere in teorija verjetnosti iz leta 1929. V letu 1933 je aksiome dopolnil v delu Osnove teorije verjetnosti. Aksiomi predstavljajo aksiomatiko Kolmogorova.

## Aksiomi Kolmogorova
Naj je množica vseh elementarnih dogodkov Ω, glede na katero se definira σ, ki je podmnožica Ω, in funkcija P, ki preslika vrednosti σ v realna števila. Reče se, da funckija P predstavlja verjetnost, če veljajo naslednji trije aksiomi.

### Prvi aksiom
Verjetnost dogodka A je nenegativno realno število:
{\displaystyle P(A)\geq 0\!\,.}

### Drugi aksiom
Verjetnost množice vseh dogodkov Ω je 1:
{\displaystyle P(\Omega )=1\!\,.}

### Tretji aksiom
Če so dogodki {\displaystyle A_{1},A_{2},\dots } paroma nezdružljivi, potem je verjetnost unije dogodkov enaka vsoti verjetnosti posamičnih dogodkov:
{\displaystyle P(A_{1}\cup A_{2}\cup \cdots )=\sum P(A_{i})\!\,.}.

## Značilnosti verjetnosti
Iz teh aksiomov se lahko izpelje naslednje značilnosti verjetnosti.
Če je dogodek A način dogodka B, potem je verjetnost dogodka A manjša ali enaka verjetnosti dogodka B:
{\displaystyle \quad {\text{Če}}\quad A\subseteq B\quad {\text{potem}}\quad P(A)\leq P(B)\!\,.}
Verjetnost prazne množice dogodkov je 0:
{\displaystyle P(\emptyset )=0\!\,.}
Verjetnost dogodka je realno število večje ali enako 0 in manjše ali enako 1:
{\displaystyle 0\leq P(E)\leq 1\!\,.}
Verjetnost dogodka, da se zgodi dogodek A ali se zgodi B, je enaka vsoti verjetnosti dogodka A in verjetnost dogodka B minus verjetnost dogodka, da se hkrati zgodita A in B. To se imenuje pravilo vsote:
{\displaystyle P(A\cup B)=P(A)+P(B)-P(A\cap B)\!\,.}
Verjetnost, da se dogodek ne zgodi, je enaka razliki med 1 in verjetnostjo dogodka:
{\displaystyle P(\Omega \setminus E)=1-P(E)\!\,.}